# Eustachys brevipila
Eustachys brevipila là một loài thực vật có hoa trong họ Hòa thảo. Loài này được (Roseng. & Izag.) Caro & E.A.Sánchez mô tả khoa học đầu tiên năm 1971.